# Amatán
Amatán è un paese messicano dello stato del Chiapas con 3.947 abitanti ed è a capo dell'omonimo comune di Amatán, 21.275 abitanti secondo il censimento del 2010. Le sue coordinate sono 17°22'N 92°49'W; dal 1983, in seguito alla divisione del Sistema de Planeación, è ubicata nella regione economica V: NORTE.

## Storia
Amatán è situata nella parte nord-occidentale dello stato del Chiapas e fa parte della regione indigena zoque. Il suo nome deriva dalla lingua nāhuatl e significa lugar de amates o juntos a los amates, luogo dell'amatl, albero da cui veniva ricavato il tipo di carta utilizzato dalle civiltà precolombiane.
Tra il 1980 e il 1995 si sviluppano ad Amatán manifestazioni per la difesa dei diritti umani uniti dal movimento Comité de Defensa de la Libertad, con lo scopo di abbattere le ingiustizie e migliorare la vita della comunità amateca. Guidati dal principio di nonviolenza teorizzato da Gandhi, il caso di Amatán può essere visto come esempio di lotta non violenta che raggiunse gli obbiettivi tra le comunità messicane.

## Cultura
La sua festa più importante è quella del mese di agosto dedicata a San Lorenzo.